# Pedra da Memória
A Pedra da Memória é um monumento obeliscal localizado no município de São Luís, capital do estado brasileiro do Maranhão.

## História
O obelisco foi idealizado para homenagear a maioridade do imperador Dom Pedro II e sua coroação como imperador do Brasil. Sua construção foi iniciada em 1841 e concluída em 28 de julho de 1844, com projeto do engenheiro militar José Joaquim Lopes.
Inicialmente ficava localizado em uma região denominada Campo de Ourique (onde hoje fica o Liceu Maranhense), nas proximidades do antigo Quartel Militar do 5º Batalhão de Infantaria. Com a sua inauguração, outras denominações também foram dadas para o logradouro, como Largo do Quartel (área da frente), que mais tarde passou a se chamar Praça da Independência (1868) e Praça Deodoro; e Largo da Pirâmide (área posterior).
Posteriormente, em 1943, o monumento foi desmontado e somente reinstalado em 1950, quando foi transferido do local original para um dos semicírculos da Avenida Beira-Mar, próximo ao Palácio dos Leões, em razão de reformas urbanas. Foi realizado um movimento liderado por Joaquim Vieira Cruz, membro da Academia Maranhense de Letras, para salvar o monumento.
Entre 1970 e 1975, foram colocados lateralmente dois canhões apontados para o rio Anil, os quais foram transferidos em 2010 para o Palácio dos Leões.

## Características
O obelisco é constituído por uma pirâmide de mármore branco assentada em uma base quadrangular, sobreposta em degraus de pedra. Constam as seguintes inscrições esculpidas em alto relevo na face em frente ao mar:
"A  memória da Coroação de S.M.I. o S.D.P.2º I.C. e D.P. do B. Erigem este monemento os membros do Exército que na província estão. Sendo presidente o Ilmo. e ex. Sr. Doutor João Antonio de Miranda e com. das armas o Ilmo. Sr. Coronel Francisco Jozé Martins, 1841"
Além disso, existe uma placa de bronze mais recente, com a seguinte inscrição: 
"Restaurado a 10-04-1950. Governador Sebastião Archer da Silva, prefeito Antonio E. da Costa Rodrigues"